# Helicobia surrubea
Helicobia surrubea är en tvåvingeart som först beskrevs av Wulp 1895.  Helicobia surrubea ingår i släktet Helicobia och familjen köttflugor. Inga underarter finns listade i Catalogue of Life.